# Región de Sila
La región de Sila (o Dar Sila) es una de las 23 regiones de Chad. Su capital es de Goz Beida.

## Historia
Esta región fue creada el 19 de febrero de 2008, dividiendo la región de Ouaddaï.
Entre 2002 y febrero de 2008, el Sila fue uno de los cuatro departamentos que componían la región de Ouaddaï (con 4 subprefecturas: Goz Beida, Koukou Angarana Tissi y Ade).

## División
| Departamento      | Capital   | Prefecturas                                                       |
| ----------------- | --------- | ----------------------------------------------------------------- |
| Djourouf Al Ahmar | Am Dam    | Am Dam, Magrane, Haouich                                          |
| Kimiti            | Goz Beïda | Goz Beïda, Koukou-Angarana, Tissi, Adé, Mogororo, Kerfi, Moudeïna |